# Den røde kappe
Den røde kappe er en dansk/svensk/islandsk film fra 1967, skrevet og instrueret af Gabriel Axel.

## Medvirkende
- Gitte Hænning
- Lisbeth Movin
- Birgitte Federspiel
- Johannes Meyer
- Henning Palner
- Folmer Rubæk
- Sisse Reingaard
- Oleg Vidov
- Gunnar Björnstrand
- Eva Dahlbeck